# Rugby sevens nos Jogos Olímpicos de Verão de 2024
Os torneios de rugby sevens nos Jogos Olímpicos de Verão de 2024 foram disputados entre 24 e 30 de julho de 2024 no Stade de France, em Paris, na França. Vinte e quatro equipes (doze masculinas e doze femininas) competiram entre si em seus respectivos torneios. Pela primeira vez, as partidas de rugby sevens começaram dois dias antes da cerimônia de abertura com as fases preliminares e quartas de final masculinas. A competição faz uma pausa para a cerimônia de abertura, no dia 26 de julho, antes que as equipes vencedoras das medalhas fossem oficialmente reveladas um dia depois. O torneio feminino foi realizado entre 28 e 30 de julho, culminando com as disputas pelas medalhas de ouro e bronze.

## Qualificação
O Comitê Olímpico Internacional e o World Rugby (WR) ratificaram e divulgaram os critérios de qualificação para Paris 2024. O país anfitrião, França, reserva uma vaga direta para cada um no torneio masculino e feminino, com o restante da cota total atribuída aos CONs elegíveis. em três rotas de qualificação.
Os quatro melhores times no final da Série Mundial de Rugby Sevens de 2022–23 garantiram as vagas masculinas e femininas para seus respectivos NOC, com os campeões continentais de cada uma das seis confederações (África, Ásia, Europa, Oceania, América do Norte e América do Sul) recebendo as vagas nos Torneios de Qualificação Olímpica da Associação Regional Mundial de Rugby de 2023. Para completar o número de doze equipes para Paris 2024, a vaga restante foi oferecida ao vencedor do Torneio Final de Qualificação Olímpica de 2024, disputado um mês antes do início dos Jogos.
Masculino
| Método                                            | Data                                       | Local      | Vagas | Classificado   |
| ------------------------------------------------- | ------------------------------------------ | ---------- | ----- | -------------- |
| País-sede                                         | —                                          | —          | 1     | França         |
| Série Mundial de 2022–23                          | 4 de novembro de 2022 – 21 de maio de 2023 | Vários     | 4     | Nova Zelândia  |
| Série Mundial de 2022–23                          | 4 de novembro de 2022 – 21 de maio de 2023 | Vários     | 4     | Argentina      |
| Série Mundial de 2022–23                          | 4 de novembro de 2022 – 21 de maio de 2023 | Vários     | 4     | Fiji           |
| Série Mundial de 2022–23                          | 4 de novembro de 2022 – 21 de maio de 2023 | Vários     | 4     | Austrália      |
| Torneio de Qualificação da América do Sul de 2023 | 17–18 de junho de 2023                     | Montevidéu | 1     | Uruguai        |
| Campeonato da RAN de 2023                         | 19–20 de agosto de 2023                    | Langford   | 1     | Estados Unidos |
| Jogos Europeus de 2023                            | 25–27 de junho de 2023                     | Cracóvia   | 1     | Irlanda        |
| Campeonato da Oceania de 2023                     | 10–12 de novembro de 2023                  | Brisbane   | 1     | Samoa          |
| Campeonato Africano de 2023                       | 16–17 de setembro de 2023                  | Harare     | 1     | Quênia         |
| Torneio de Qualificação da Ásia de 2023           | 18–19 de novembro de 2023                  | Osaka      | 1     | Japão          |
| Torneio Final de Qualificação Olímpica de 2024    | 21–23 de junho de 2024                     | Mônaco     | 1     | África do Sul  |
| Total                                             | Total                                      | Total      | Total | 12             |

Feminino
| Método                                            | Data                                       | Local      | Vagas | Classificado   |
| ------------------------------------------------- | ------------------------------------------ | ---------- | ----- | -------------- |
| País-sede                                         | —                                          | —          | 1     | França         |
| Série Mundial de 2022–23                          | 4 de novembro de 2022 – 14 de maio de 2023 | Vários     | 4     | Nova Zelândia  |
| Série Mundial de 2022–23                          | 4 de novembro de 2022 – 14 de maio de 2023 | Vários     | 4     | Austrália      |
| Série Mundial de 2022–23                          | 4 de novembro de 2022 – 14 de maio de 2023 | Vários     | 4     | Estados Unidos |
| Série Mundial de 2022–23                          | 4 de novembro de 2022 – 14 de maio de 2023 | Vários     | 4     | Irlanda        |
| Torneio de Qualificação da América do Sul de 2023 | 17–18 de junho de 2023                     | Montevidéu | 1     | Brasil         |
| Campeonato da RAN de 2023                         | 19–20 de agosto de 2023                    | Langford   | 1     | Canadá         |
| Jogos Europeus de 2023                            | 25–27 de junho de 2023                     | Cracóvia   | 1     | Grã-Bretanha   |
| Campeonato Africano de 2023                       | 14–15 de outubro de 2023                   | Monastir   | 1     | África do Sul  |
| Campeonato da Oceania de 2023                     | 10–12 de novembro de 2023                  | Brisbane   | 1     | Fiji           |
| Torneio de Qualificação da Ásia de 2023           | 18–19 de novembro de 2023                  | Osaka      | 1     | Japão          |
| Torneio Final de Qualificação Olímpica de 2024    | 21–23 de junho de 2024                     | Mônaco     | 1     | China          |
| Total                                             | Total                                      | Total      | Total | 12             |

- Notas:

1. ↑  A Grã-Bretanha garantiu a classificação pela performance da Inglaterra, embora também pudesse selecionar jogadores da Escócia e do País de Gales para os Jogos Olímpicos.

## Nações participantes
| Nação              | Masculino | Feminino | Competidores |
| ------------------ | --------- | -------- | ------------ |
| RSA África do Sul  | Yes       | Yes      | 26           |
| ARG Argentina      | Yes       |          | 14           |
| AUS Austrália      | Yes       | Yes      | 25           |
| BRA Brasil         |           | Yes      | 14           |
| CAN Canadá         |           | Yes      | 14           |
| CHN China          |           | Yes      | 14           |
| USA Estados Unidos | Yes       | Yes      | 26           |
| FIJ Fiji           | Yes       | Yes      | 27           |
| FRA França         | Yes       | Yes      | 25           |
| GBR Grã-Bretanha   |           | Yes      | 14           |
| IRL Irlanda        | Yes       | Yes      | 28           |
| JPN Japão          | Yes       | Yes      | 26           |
| NZL Nova Zelândia  | Yes       | Yes      | 25           |
| KEN Quênia         | Yes       |          | 13           |
| SAM Samoa          | Yes       |          | 12           |
| URU Uruguai        | Yes       |          | 14           |
| Total: 15 CONs     | 12        | 12       | 317          |

## Calendário
As competições de rugby foram disputadas ao longo de três dias, se iniciando com o torneio masculino entre 24 e 27 de julho, seguido do torneio feminino entre 28 e 30 de julho de 2024.
| FG | Fase de grupos | PC | Partidas classificatórias | QF | Quartas de final | SF | Semifinais | B | Partida da medalha de bronze | F | Partida da medalha de ouro |

| Masculino | FG | FG | FG | PC | QF |  | PC | SF | PC | B | F |    |    |    |    |    |    |    |    |   |   |
| Feminino  |    |    |    |    |    |  |    |    |    |   |   | FG | FG | FG | PC | QF | PC | SF | PC | B | F |

## Medalhistas
| Evento             | Ouro | Prata | Bronze |
| ------------------ | --- | --- | --- |
| Masculino detalhes | Varian Pasquet Andy Timo Rayan Rebbadj Théo Forner Stephen Parez Paulin Riva Jefferson-Lee Joseph Antoine Zeghdar Aaron Grandidier Nkanang Jean-Pascal Barraque Antoine Dupont Jordan Sepho Nelson Épée FRA França | Joji Nasova Joseva Talacolo Jeremia Matana Sevuloni Mocenacagi Iosefo Masi Ponepati Loganimasi Terio Veilawa Waisea Nacuqu Jerry Tuwai Iowane Teba Kaminieli Rasaku Selestino Ravutaumada Josaia Raisuqe Filipe Sauturaga FIJ Fiji       | Christie Grobbelaar Ryan Oosthuizen Impi Visser Zain Davids Quewin Nortje Tiaan Pretorius Tristan Leyds Selvyn Davids Shaun Williams Rosko Specman Siviwe Soyizwapi Shilton van Wyk Ronald Brown RSA África do Sul |
| Feminino detalhes  | Risi Pouri-Lane Jorja Miller Stacey Waaka Manaia Nuku Sarah Hirini Michaela Blyde Tyla King Mahina Paul Jazmin Felix-Hotham Theresa Setefano Portia Woodman-Wickliffe Alena Saili NZL Nova Zelândia                | Caroline Crossley Olivia Apps Alysha Corrigan Asia Hogan-Rochester Chloe Daniels Charity Williams Florence Symonds Carissa Norsten Krissy Scurfield Fancy Bermudez Piper Logan Keyara Wardley Taylor Perry Shalaya Valenzuela CAN Canadá | Ariana Ramsey Ilona Maher Kayla Canett Sammy Sullivan Alev Kelter Lauren Doyle Naya Tapper Alex Sedrick Alena Olsen Stephanie Rovetti Sarah Levy Kristi Kirshe USA Estados Unidos                                  |

## Quadro de medalhas
| Ordem | País               | Medalha de ouro | Medalha de prata | Medalha de bronze |   | Ordem por total |
| ----- | ------------------ | --------------- | ---------------- | ----------------- | - | --------------- |
| 1     | FRA França         | 1               |                  |                   | 1 | 1               |
|       | NZL Nova Zelândia  | 1               |                  |                   | 1 | 1               |
| 3     | CAN Canadá         |                 | 1                |                   | 1 | 1               |
|       | FIJ Fiji           |                 | 1                |                   | 1 | 1               |
| 5     | RSA África do Sul  |                 |                  | 1                 | 1 | 1               |
|       | USA Estados Unidos |                 |                  | 1                 | 1 | 1               |
| TOTAL | TOTAL              | 2               | 2                | 2                 | 6 | —               |